# Bathophilus pawneei
Bathophilus pawneei är en fiskart som beskrevs av Parr 1927. Bathophilus pawneei ingår i släktet Bathophilus och familjen Stomiidae. Inga underarter finns listade.

## Bildgalleri

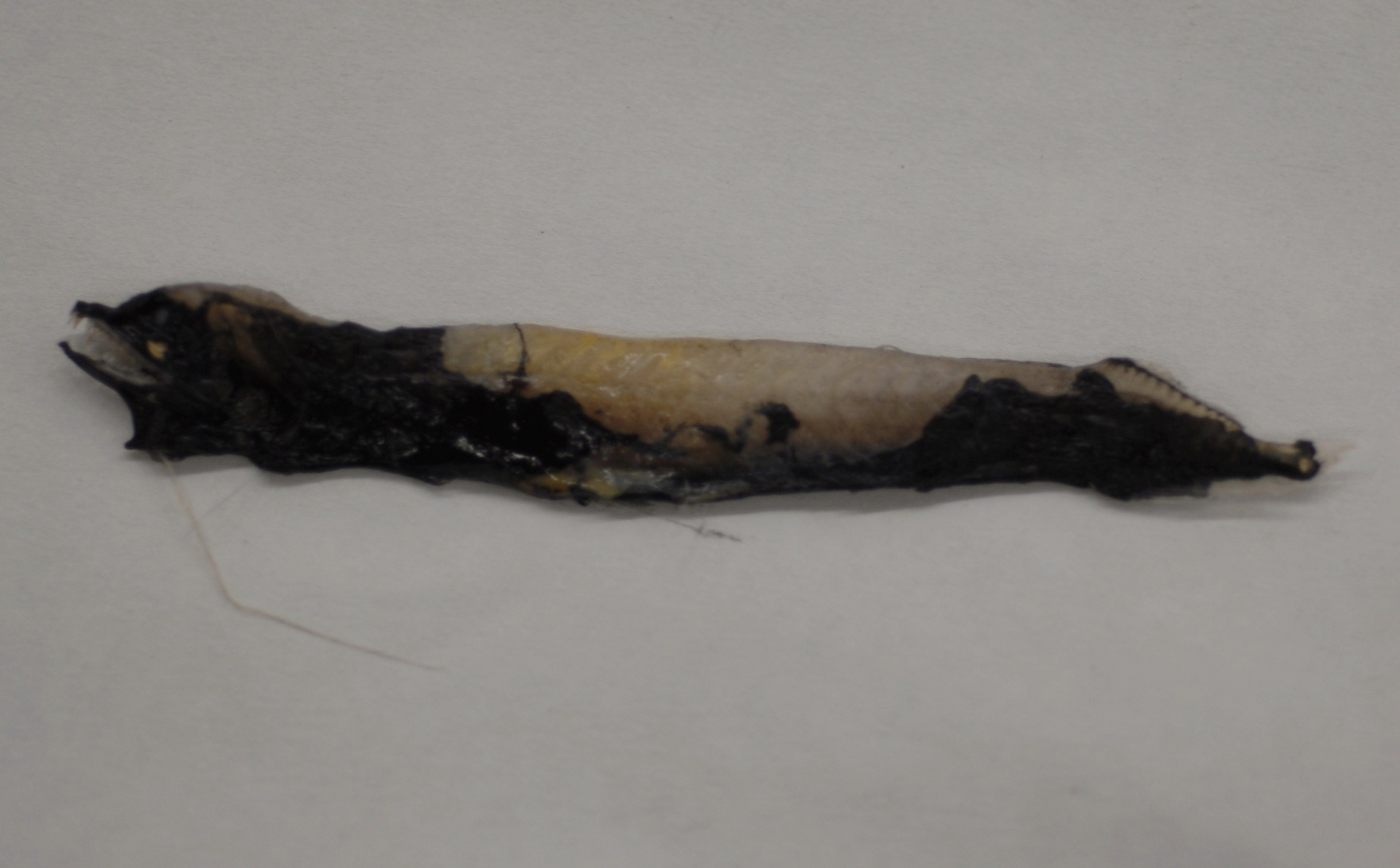